# WASP-45
WASP-45 — звезда в созвездии Скульптор на расстоянии приблизительно 652 световых лет от нас. Вокруг звезды обращается, как минимум, одна планета.

## Характеристики
WASP-45 была открыта с помощью орбитальной обсерватории Hipparcos в ходе проекта Tycho. Официальное открытие звезды было совершено 1997 году в рамках публикации каталога Tycho. Наименование звезды в этом каталоге — TYC 6996-583-1. В настоящий момент более распространено наименование WASP-45, данное командой исследователей из проекта SuperWASP.
WASP-45 представляет собой оранжевый карлик, имеющий массу и радиус, практически идентичные солнечным. Температура поверхности звезды составляет около 5100 кельвинов. Возраст звезды оценивается приблизительно в 1,4 миллиарда лет. Судя по спектральному анализу, WASP-45 является хромосферно активной звездой.

## Планетная система
В 2011 году группой астрономов, работающих в рамках программы SuperWASP, было объявлено об открытии планеты WASP-45 b в системе. Это горячий газовый гигант, обращающийся на расстоянии 0,041 а.е. от родительской звезды. Полный оборот вокруг звезды планета совершает за трое с лишним суток. Открытие планеты было совершено транзитным методом.